# Рогозинино (деревня, Москва)
Рогози́нино — деревня в Троицком административном округе Москвы (до 1 июля 2012 года была в составе Наро-Фоминского района Московской области). Входит в состав поселения Первомайское.

## География
Деревня Рогозинино находится в северной части Троицкого административного округа, примерно в 9 км к северо-западу от центра города Троицка, на реке Десне. В 3 км северо-западнее деревни проходит Киевское шоссе М3.
В деревне 7 улиц — Берёзовая, Дорожная, Зелёная, Лесная, Луговая, Новая и Соловьиная, приписано 4 садоводческих товарищества и дачно-строительный кооператив. Ближайшие населённые пункты — деревни Горчаково и Пятовское.
Связана автобусным сообщением (остановки «Рогозинино-1» и «Рогозинино-2») с городом Троицком (маршрут 304, 526), со станцией метро Саларьево (маршрут 304), железнодорожной станцией Крёкшино, с аэропортом Внуково (маршрут 526), а также Ватутинками и Новыми Ватутинками, Калужским Шоссе и станциями метро «Ольховая» и «Новомосковская» (маршрут 422). Маршрутное такси 522 же едет ещё дальше, до станции метро «Тёплый Стан».

## История
Название деревни, предположительно, связано с некалендарным личным именем Рагоза.
На генеральном плане 1784 года значится как деревня Рагозина. В документах 1862 года упоминается как Рагозинки (Рогазинка). В списках конца XIX — начала XX века значится как Рогозинино.
Деревня упоминается в писцовых книгах 1627—1628 гг.:

…половина деревни Рагозининой, на враге, у речки малой Пахры, а в ней крестьян и бобылей 6 дв. в них 8 челов…— Исторические материалы о церквах и сёлах XVI—XVIII ст.
В «Списке населённых мест» 1862 года — владельческая деревня 1-го стана Подольского уезда Московской губернии, по правую сторону старокалужского тракта, в 27 верстах от уездного города и 25 верстах от становой квартиры, при ручье Оранишник и колодце, с 20 дворами и 111 жителями (60 мужчин, 51 женщина).
По данным на 1899 год — деревня Десенской волости Подольского уезда с 109 жителями.
В 1913 году — 28 дворов.
По материалам Всесоюзной переписи населения 1926 года — деревня Кривошеинского сельсовета Десенской волости Подольского уезда в 8,5 км от Калужского шоссе и 8,5 км от станции Крёкшино Киево-Воронежской железной дороги, проживало 172 жителя (70 мужчин, 102 женщины), насчитывалось 28 крестьянских хозяйств.
1929—1946 гг. — населённый пункт в составе Красно-Пахорского района Московской области.
1946—1957 гг. — в составе Калининского района Московской области.
1957—1960 гг. — в составе Ленинского района Московской области.
1960—1963, 1965—2012 гг. — в составе Наро-Фоминского района Московской области.
1963—1965 гг. — в составе Звенигородского укрупнённого сельского района Московской области.

## Население
| 1859 | 1890 | 1899 | 1926 | 2002 | 2006 | 2010 |
| ---- | ---- | ---- | ---- | ---- | ---- | ---- |
| 111  | ↗156 | ↘109 | ↗172 | ↘51  | ↘34  | ↘24  |

Согласно Всероссийской переписи, в 2002 году в деревне проживал 51 человек (27 мужчин и 24 женщины); преобладающая национальность — русские (100 %). По данным на 2005 год, в деревне проживало 34 человека.